# エスメラルダ (バレエ)

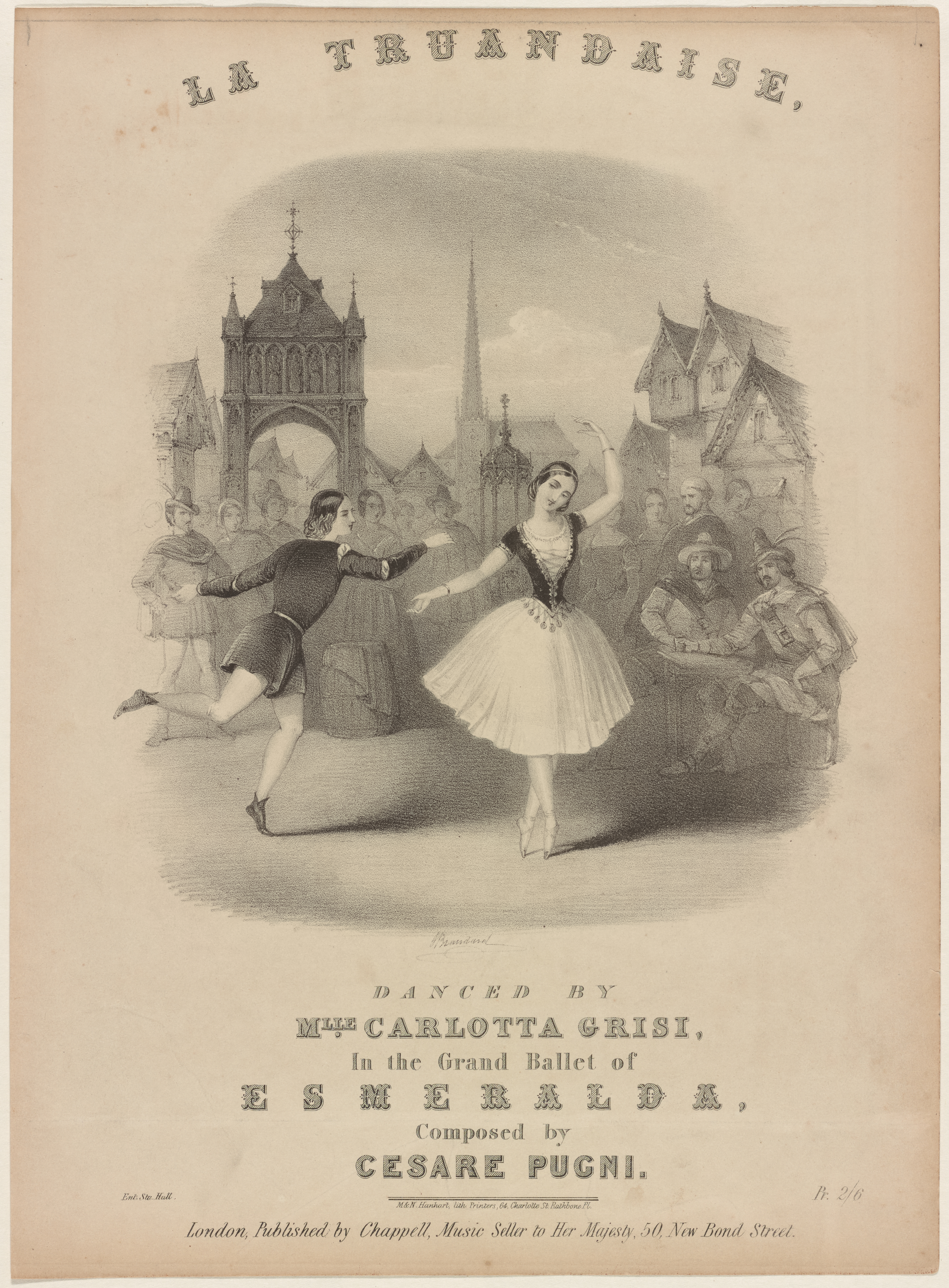
『エスメラルダ』を演じるJ・ペロー（左）とC・グリジ（右）（1844年）

エスメラルダ（フランス語: La Esmeralda）は、1831年にヴィクトル・ユーゴーが発表した小説『ノートルダム・ド・パリ』に着想して作られた3幕5場のバレエ作品である。チェーザレ・プーニの曲にジュール・ペローが振付し、ウィリアム・グリーブが美術、コペール夫人が衣装を担当した。
1844年3月9日、ロンドンのハー・マジェスティーズ劇場バレエ団により初演された。配役はカルロッタ・グリジがエスメラルダ、ジュール・ペローがグリンゴワール、アルテュール・サン＝レオンがフェビュス、アデレード・フラッシがフルール・ド・リス、アントワーヌ・ルイ・クーロンがカジモドであった。
今日では、ロシア、東ヨーロッパ、そしてアメリカのニュージャージー州以外で全幕の上演が行われることはほとんどない。ニュージャージー・バレエ団は2004年に米国で初めて全幕を上演した。西欧諸国のバレエ団のほとんどは、エスメラルダが登場するパ・ド・ドゥおよびパ・ド・シスの二場面と、「ディアナとアクティオンのパ・ド・ドゥ」しか上演しない。なお、ディアナとアクティオンのパ・ド・ドゥはしばしば1886年にマリウス・プティパがマリインスキー劇場での再演にあたって追加したものだと紹介されるが正しくなく、実際は1935年にアグリッピナ・ワガノワがプティパ振付・プーニおよびドリゴ作曲の別のバレエ作品『カンダウレス王』（1868年）からアレンジを加えて取り入れたものである。このうちディアナのヴァリエーションは、現在ではバレエ・コンクールにおいて参加者が演目として取り上げることも多い。

## あらすじ
ローランド・ジョン・ワイリーによるあらすじは以下の通りであるが、バレエにおいては異なる人物により幾度も改訂されており、それぞれの内容は必ずしも一致しない。
美しいジプシーの少女エスメラルダは、詩人ピエール・グリンゴワールがジプシーの王に処刑されるのを防ぐため、グリンゴワールと結婚する。グリンゴワールはエスメラルダに心奪われるが、エスメラルダはこの結婚はあくまでグリンゴワールの命を救うための仮初めのものだとはっきり言い放つ。一方、グリンゴワールのみならずノートルダム大聖堂の助祭長クロード・フロロもエスメラルダに執心していた。フロロの熱の上げようは危険なほどで、醜い下男カジモドにエスメラルダを誘拐するよう命じる。カジモドは通りでエスメラルダに襲いかかるが、エスメラルダはフェビュス率いる衛兵隊に助けられ、カジモドは捕らえられる。フェビュスはカジモドを拷問にかけようとするが、エスメラルダは自分を襲ったカジモドを釈放してやるよう願い、カジモドはエスメラルダの優しさに深く感動する。エスメラルダはフェビュスに想いを寄せ、フェビュスもまたエスメラルダに魅了されて婚約者フルール・ド・リスから贈られたスカーフをエスメラルダに与えてしまう。
翌日、フルール・ド・リスとその母親はフェビュスとの婚約を祝う壮大な祝賀パーティーを開くが、当のフェビュスはエスメラルダのことで頭がいっぱいであった。エスメラルダはパーティーの余興を演じるために呼ばれていたが、会場でフルール・ド・リスの婚約者がフェビュスであることを知って心を痛める。一方のフルール・ド・リスは、自分がフェビュスに贈ったスカーフをエスメラルダが身に着けていることに気づき、フェビュスが他の娘と恋に落ちたことを知る。フルール・ド・リスは大いに怒って婚約を破棄し、フェビュスはエスメラルダと共に去ってゆく。二人は酒場で愛を誓い合うが、それを居合わせたフロロに盗み聞きされてしまう。嫉妬に狂ったフロロは、エスメラルダの部屋から盗み出していた短剣を持って二人の背後から忍び寄り、フェビュスを突き刺す。フロロは警吏を呼び、倒れたフェビュスと凶器の短剣を見せる。短剣がエスメラルダのものだと分かると、エスメラルダはフェビュス殺害犯として警吏に連行され、死刑を宣告される。
翌朝の夜明けにエスメラルダはフェビュス殺害の廉で絞首刑に処されることになった。エスメラルダの友人やグリンゴワールがやってきてエスメラルダに別れを告げ、フロロは勝ち誇っている。エスメラルダが絞首台に引き出されるが、そこに死んだはずのフェビュスが現れる。実は刺し傷は致命傷ではなかったのである。フェビュスは真犯人はフロロであり、エスメラルダはまったくの無実だと宣言する。悪事が露見したフロロは短剣を取り、フェビュスたちを亡き者にしようとするが、カジモドに奪われて刺し殺される。こうしてエスメラルダとフェビュスは幸福のうちに再会する。

## 改訂
- ジュール・ペロー自身によるロシア帝室バレエ（現マリインスキー・バレエ）のための改訂。サンクトペテルブルクの帝室ボリショイ・カーメンヌイ劇場にて1849年1月2日初演。エスメラルダ役にファニー・エルスラーを据えて新たに振り付け直され、チェーザレ・プーニも楽曲を改訂している。

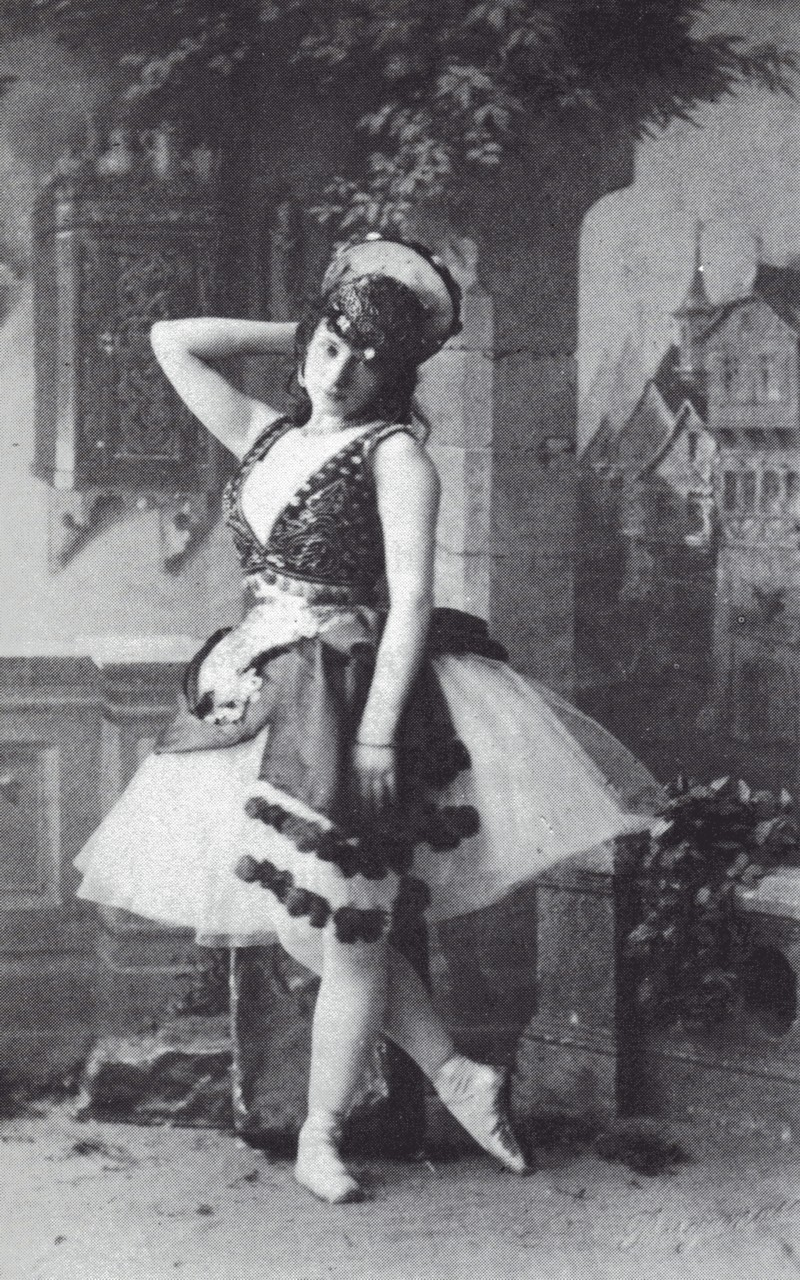
エスメラルダ役のV・ズッキ（1886年）

- マリウス・プティパによるロシア帝室バレエのための改訂。4幕5場。サンクトペテルブルクの帝室マリインスキー劇場にて1886年12月17日初演。ヴィルジニア・ズッキ（英語版）のために振り付けられた。音楽はリッカルド・ドリゴにより改訂され、ズッキのためのパ・ド・シスなどが追加された。これ以前にもプティパは1866年にクラウディナ・クッチのためにプーニの作曲でパ・ド・ドゥ（現在、パ・クッチ (Pas Cucchi) として知られる）を追加したほか、1871年にはエフゲーニア・ソコロワのためにユーリ・ガーバーの作曲でパ・ド・ドゥ、1872年にはアディーレ・グランツォウのためにパ・ド・サンク（作曲者不詳）を加えている。
- マリウス・プティパによる再改訂。4幕5場。サンクトペテルブルクの帝室マリインスキー劇場で1899年11月21日に初演。プリマ・バレリーナ・アッソルータとなったマチルダ・クシェシンスカヤのために振り付けられた。
- アグリッピナ・ワガノワによるキーロフ・バレエ（ロシア革命によりロシア帝室バレエから改称）のための改訂。3幕。レニングラードのキーロフ劇場にて1935年4月3日に初演。タチアナ・ヴェチェスロワのために振り付けられた。ワガノワはガリーナ・ウラノワとワクタング・チャブキアーニのためにプティパ振付・プーニおよびドリゴ作曲の1868年のバレエ『カンダウレス王』からパ・ド・ディアーヌ（Pas de Diane）にアレンジを加えたものを新たなパ・ダクションとして追加した。これが現在「ディアナとアクティオンのパ・ド・ドゥ」として知られるものである。
- ピョートル・グセフによるキーロフ・バレエのための改訂。3幕。レニングラードのキーロフ劇場にて1949年上演。
- 2009年には、ユーリ・ブルラカとヴァシーリー・メドベージェフがボリショイ・バレエのために1899年のプティパ版を復刻した[2]。曲目一覧はノートンによる[6]。